# Melsetter House

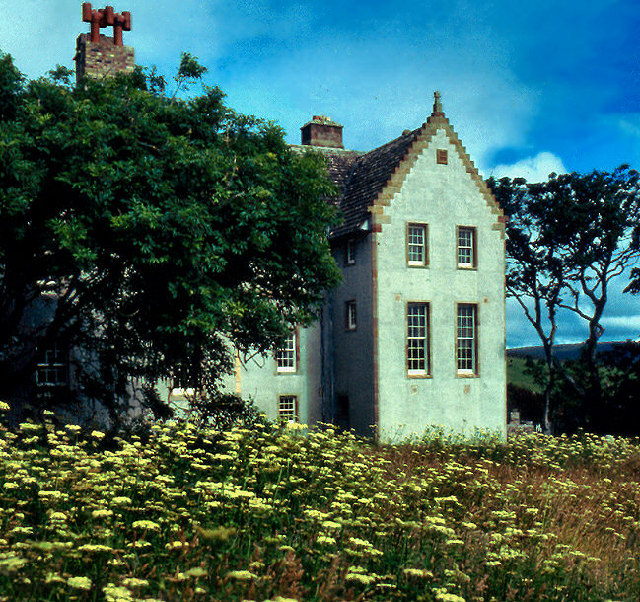
Melsetter House

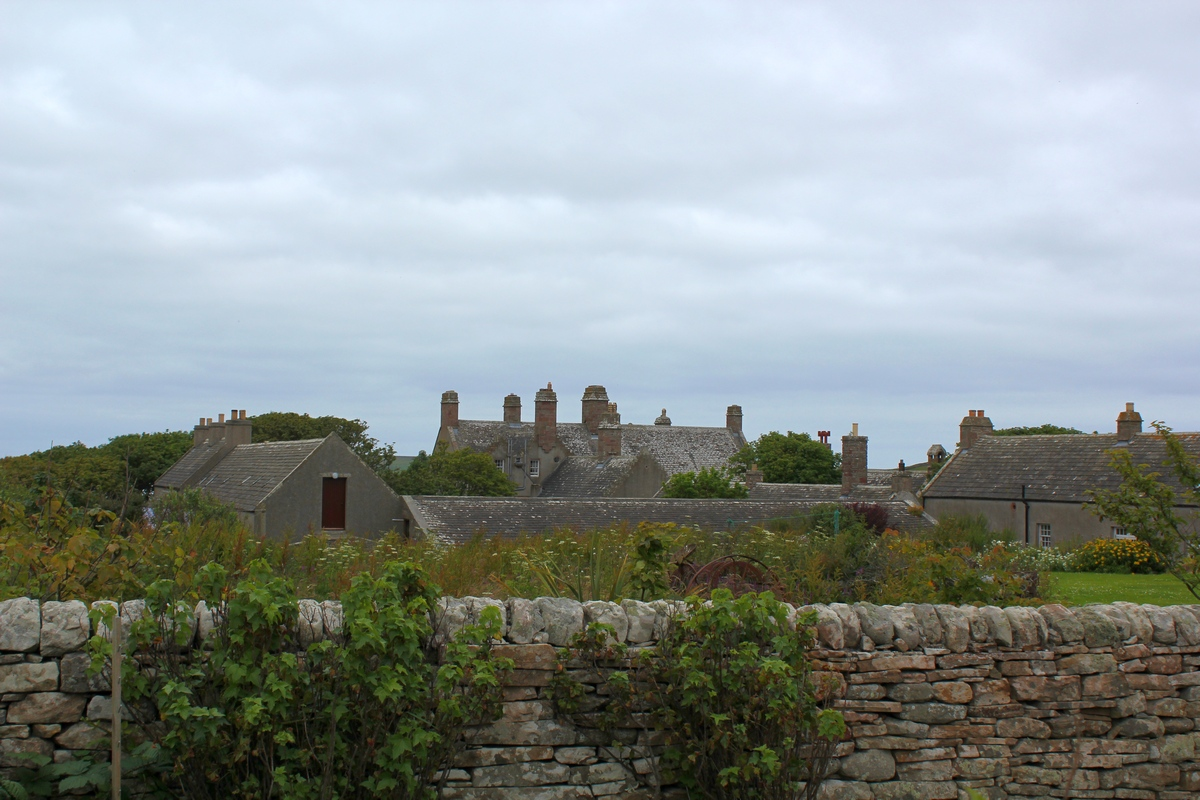
Blick über die Anlage

Melsetter House ist ein ehemaliges Herrenhaus und eine Villa auf der schottischen Orkneyinsel Hoy. 1971 wurde das Bauwerk in die schottischen Denkmallisten in der höchsten Kategorie A aufgenommen. Außerdem ist das Gesamtanwesen mit zahlreichen Außengebäuden ein Denkmalensemble der Kategorie A. Die Kapelle und die Gartenanlage mit Teehaus und Taubenturm sind als eigenständige Denkmäler der Kategorie A klassifiziert.

## Geschichte
Am Standort des heutigen Melsetter House befand sich seit 1738 das Herrenhaus, zu dessen Ländereien die gesamte Insel Hoy sowie die umliegenden kleineren Inseln South Walls, Fara und Rysa Little zählten. Seit dem späten 16. Jahrhundert war das Anwesen Eigentum der Familie Moodie. Ein Vorgängerbauwerk unbekannten Datums ist an diesem Ort auf einer Karte aus dem Jahre 1695 verzeichnet. 1738 wurde das Gebäude wahrscheinlich großteils neu aufgebaut und erweitert. Das in diesem Zeitraum erbaute Gebäude bildet die Grundlage für das heutige Melsetter House. Im frühen 19. Jahrhundert erwarb die Familie Heddle das Anwesen.
Der Industrielle Thomas Middlemore aus Birmingham kaufte es im Jahre 1898 auf. William Lethaby überarbeitete das Anwesen signifikant. Er vereinte das Anwesen optisch zu einer Einheit und fügte Anbauten hinzu. Den Innenraum gestaltete Lethaby im Stile der Arts-and-Crafts-Bewegung. Während des Zweiten Weltkriegs beherbergte Melsetter House die obersten Militärs des Marinestützpunkts am Scapa Flow (siehe auch Scapa Flow Visitor Centre).

## Beschreibung
Melsetter House liegt in Küstennähe im Süden von Hoy nahe der vorgelagerten Insel South Walls. Es besteht aus mehreren, teils zusammenhängenden Gebäudeteilen. Die Fassaden sind mit Harl verputzt und die Gebäudeöffnungen mit lokalem Sandstein abgesetzt. Die Giebel sind als Staffelgiebel gearbeitet. Der Innenraum ist weitgehend im Originalzustand erhalten und ist detailreich im Stile der Arts-and-Crafts-Bewegung ausgestaltet.

## Kapelle
Die Kapelle ist südwestlich des Hauptgebäudes gelegen. Das aus Bruchstein bestehende Gebäude entstammt einem Entwurf Lethabys und wurde im Juni 1900 konsekriert. Das kleine, längliche Gebäude bietet Raum für 39 Personen und ist als Privatkapelle von Melsetter House konzipiert. Die Fassaden sind harlverputzt und die Gebäudeöffnungen mit Sandstein abgesetzt. Die Kapelle wird als Vorlage für Lathebys All Saints Church im englischen Brockhampton-by-Ross angesehen.